# Бжезічкі
Бжезічкі (пол. Brzeziczki) — село в Польщі, у гміні П'яскі Свідницького повіту Люблінського воєводства.
Населення — 176 осіб (2011).

## Демографія
Демографічна структура станом на 31 березня 2011 року:
|          | Загалом | Допрацездатний вік | Працездатний вік | Постпрацездатний вік |
| -------- | ------- | ------------------ | ---------------- | -------------------- |
| Чоловіки | 81      | 10                 | 62               | 9                    |
| Жінки    | 95      | 18                 | 51               | 26                   |
| Разом    | 176     | 28                 | 113              | 35                   |